# Berwick Township (Missouri)
Pour les articles homonymes, voir Berwick Township.
Berwick Township est un ancien township, situé dans le comté de Newton, dans le Missouri, aux États-Unis,.
Le township est baptisé en référence à la communauté de Berwick (en).

### Source de la traduction
- (en) Cet article est partiellement ou en totalité issu de l’article de Wikipédia en anglais intitulé « Berwick Township, Newton County, Missouri » (voir la liste des auteurs).